# Louise Wimmer
Pour plus de détails, voir Fiche technique et Distribution.
Louise Wimmer est un film dramatique français écrit et réalisé par Cyril Mennegun et produit par Bruno Nahon, sorti le 4 janvier 2012 dans les salles françaises. Après son lancement à la 68e Mostra de Venise (Settimana internazionale della critica), la presse unanime décrit le film comme la révélation de l'année 2012. Louise Wimmer révèle une actrice alors méconnue du grand public : Corinne Masiero. Le film multi-récompensé qui cumule aujourd'hui 12 récompenses, 36 nominations et 28 sélections dans les festivals du monde entier, est couronné en décembre 2012 par le prix Louis-Delluc du meilleur premier film, en février 2013 comme meilleur premier film par le syndicat français de la critique de cinéma le même mois par l'Étoile d'or de la presse, et en février par le César du meilleur premier film lors de la 38e cérémonie des César.

## Synopsis
Après une séparation douloureuse, Louise Wimmer a laissé loin derrière elle sa vie d’avant. À la veille de ses cinquante ans, elle vit dans sa voiture et a pour seul but de trouver un appartement et de repartir de zéro. Armée de sa voiture et de la voix de Nina Simone, elle veut tout faire pour reconquérir sa vie.

## Fiche technique
- Titre : Louise Wimmer
- Réalisation : Cyril Mennegun
- Scénario : Cyril Mennegun
- Production : Bruno Nahon pour Zadig Films, en coproduction avec Arte France Cinéma
- Photographie : Thomas Letellier
- Première assistante à la mise en scène : Eva Denis
- Son : Martin Boissau et Alexandre Widmer
- Montage : Valérie Brégaint assistée de Guillaume Germaine
- Musique : Nina Simone (Sinner Man), F. R. David (Words), Pretenders (I Go To Sleep), Rodolphe Burger (Days of Pearly Spencer)
- Sociétés de Production : Unité de production
- Société de distribution :  : Haut et Court
- Pays d’origine :  France
- Langue : français
- Format : couleur - 35 mm - 1.85:1 - Son Dolby numérique
- Genre cinématographique : drame
- Durée : 77 minutes (1 h 17)
- Dates de sortie :
  -  Italie : 5 septembre 2011, première à la Mostra de Venise[5].
  -  France : 4 janvier 2012

## Distribution
- Corinne Masiero : Louise Wimmer
- Jérôme Kircher : Didier, l'ami de Louise
- Anne Benoît : Nicole, la patronne du bar-PMU
- Marie Kremer : Séverine, la collègue de Louise à l'hôtel
- Frédéric Gorny : le manager de l'hôtel
- Maud Wyler : Jessica Wimmer, la fille de Louise
- Jean Paul Moissette : Jean Luc
- Nicolas Woirion : Éric Wimmer, l'ex-mari de Louise
- Jean-Marc Roulot : Paul, l'amant de Louise
- Annie France Poli : la première assistante sociale
- Cécile Rebboah : la jeune assistante sociale
- Julien Alluguette : Cédric, le vendeur du World Cash

## Production

### Genèse et développement
Sur l’origine du personnage de Louise, le réalisateur précise lors d’une interview donnée à Charles Tesson « il y a une femme que j’ai rencontrée pour un documentaire. Il y a également un peu de ma mère, de ma tante, qui ont été des “femmes de”, qui ont eu de l’argent, et ont tout perdu du jour au lendemain, quand le mari les a quittées. À l’approche de la cinquantaine, elles se sont retrouvées sans statut, sans argent, sans possibilité de rebondir. Beaucoup de gens se battent et font tout pour sauver les apparences, alors qu’ils vivent des situations extrêmement graves sans aide aucune, car ils sont invisibles. Comme Louise Wimmer, ils sont dans l’impossibilité de dire qu’ils ont besoin d’aide. Cela me vient de ces femmes avec qui j’ai grandi. Elles avaient une fierté sauvage poussée à outrance. Une fierté qui pouvait devenir un piège pour elles car à un moment donné, s’il est nécessaire de demander de l’aide et qu’on ne le fait pas, il faut une sacrée force pour tenir le coup. J’ai passé mon enfance et mon adolescence à les observer, à me laisser influencer par leur beauté, leur héroïsme quotidien, alors Louise c’est un peu moi aussi. »

### Choix de l'actrice principale
Cyril Mennegun a écrit le rôle-titre de Louise Wimmer sur mesure pour l'actrice Corinne Masiero alors encore largement méconnue.

### Tournage
Le tournage du film débute à Belfort, ville natale de Cyril Mennegun, avant de se poursuivre en région parisienne notamment à Montreuil.

## Accueil

### Accueil critique
Considéré comme la découverte de la Mostra de Venise 2011 par le journal Les Inrockuptibles, le film a reçu un exceptionnel accueil critique de la part de l'ensemble des médias français et étrangers.
Thomas Sotinel écrit pour le journal Le Monde : « le film, est un captivant portrait cinématographique, qui révèle progressivement son sujet, jusqu'à en faire un objet d'admiration ».
« Louise Wimmer est un premier long-métrage qui honore le cinéma français » écrit Jacques Mandelbaum, toujours pour Le Monde.
Pour Le Parisien, « Le sourire de la fin est à lui seul un bonheur de cinéma ».
Louise Wimmer réunit ainsi l'approbation des critiques les plus pointues aux plus populaires, c'est ainsi que le magazine Elle qualifie le film de coup de cœur : « Cyril Mennegun nous remet les idées en place, sans aucun jugement ».
Primée au César, Louise Wimmer prend la forme d'un symbole pour Télérama : « En pleine polémique sur les finances du cinéma, [cette récompense méritée rappelle] que le système français a aussi du bon. Et que tout n’est pas qu’affaire de stars et d’argent ».

### Box-office
Le film rassemble 168 232 spectateurs en Europe dont 155 709 spectateurs en France.

## Distinctions
Louise Wimmer est montré dans de nombreux festivals du monde entier, obtenant 11 prix et 47 nominations.

### Récompenses
- 2013 : César du meilleur premier film[4]
- 2013 : prix Louis-Delluc du meilleur premier film décerné en décembre 2012[3]
- 2013 : prix du Syndicat français de la critique de cinéma pour le meilleur premier film[18].
- 2013 : prix SACD Nouveau talent cinéma.
- 2013 : Étoile d'or du cinéma français pour le meilleur premier film[19].
- 2012 : Swann d'or coup de cœur au Festival du film de Cabourg pour Corinne Masiero
- 2011 : prix de la ville d'Amiens Festival international du film d'Amiens
- 2011 : Bayard d’or de la Meilleure première œuvre au festival international du film francophone de Namur[20].
- 2011 : prix du public au festival Entrevues de Belfort[21].
- 2011 : Œil d'or de la meilleure actrice au Festival du film de Zurich pour Corinne Masiero
- 2011 : prix d'interprétation au Festival du Film de Dieppe pour Corinne Masiero
- 2009 : le film Louise Wimmer a reçu l'aide à la création de la Fondation Gan pour le cinéma [22].

### Nominations
Louise Wimmer et Cyril Mennegun cumulent plus de 47 nominations à travers le monde au 8 avril 2013 dont les plus notables sont :
- Césars 2013 : nomination de Corinne Masiero au César de la meilleure actrice
- Trophées francophones du cinéma 2013 Trophée francophone de la réalisation, nomination de Cyril Mennegun.
- 18e cérémonie des Lumières de la presse internationale : 
  - nomination au Lumière de la meilleure mise en scène pour Cyril Mennegun [24].
  - nomination au Lumière de la meilleure actrice pour Corinne Masiero
- Nomination pour Cyril Mennegun au duo révélation réalisateur/producteur avec Bruno Nahon au trophées du magazine Le Film français en janvier 2013[25].
- Nomination pour Louise Wimmer Mostra de Venise 2011 (édition no 68) dans la sélection de la Semaine internationale de la critique (Mostra de Venise) (it)
- Nomination : meilleur réalisateur pour Cyril Mennegun au prix LUX du parlement européen[26].

### Sélections en festivals
Louise Wimmer a été sélectionné dans plus de trente festivals de par le monde.
- 2011 Semaine internationale de la critique (Mostra de Venise) (it)[1].
- 2011 Festival international du film francophone de Namur
- 2011 Festival du film de Londres
- 2011 Festival du film de Zurich
- 2011 Festival du film de Belfort - Entrevues
- 2011 Festival international du film - Marrakech
- 2015 Festival Cinéma en plein air - Paris-La Villette
- 2015 Festival de films Résistances
- 2015 Festival Visions Sociales - Mandelieu-la-Napoule
- 2014 Festival du film à la folie - Lille - France
- 2014 Semaine du cinéma européen à Helsinki - Finlande
- 2013 Festival du film français de Sacramento
- 2013 Franska Filmfestivalen - Stockholm
- 2013 Festival du film français Alliance française
- 2013 Festival du film francophone - Moldavie
- 2013 MyFrenchFilmFestival.com – Longs métrages en compétition
- 2012 French Cinepanorama - Hong-Kong
- 2012 French Cinepanorama de Cinémania – Canada
- 2012 French Cinema Now - San Francisco
- 2012 Festival du film de Taipei
- 2012 Crossing Europe - Linz - Autriche
- 2012 City of Lights, City of Angels (COLCOA) - Los Angeles
- 2012 Rendez-Vous with French Cinema - New York
- 2012 Festival international du film de Rotterdam
- 2012 Festival du film de Cabourg - Journées romantiques
- 2012 Festival du premier film francophone de La Ciotat
- 2012 Festival du film francophone - Vienne
- 2011 Festival international du film d'Amiens
- 2011 Festival du film de Sarlat
- 2011 Arras Film Festival
- 2011 Résonances - Rencontres du Cinéma citoyen
- 2011 Festival international des jeunes réalisateurs de Saint-Jean-de-Luz
- 2011 Festival international du film - Dieppe